# Clayville
Clayville és una població dels Estats Units a l'estat de Nova York. Segons el cens del 2000 tenia 445 habitants.

## Demografia
Segons el cens del 2000, Clayville tenia 445 habitants, 168 habitatges, i 109 famílies. La densitat de població era de 373,5 habitants/km².
Dels 168 habitatges en un 38,1% hi vivien nens de menys de 18 anys, en un 47,6% hi vivien parelles casades, en un 11,3% dones solteres, i en un 35,1% no eren unitats familiars. En el 29,8% dels habitatges hi vivien persones soles l'11,3% de les quals corresponia a persones de 65 anys o més que vivien soles. El nombre mitjà de persones vivint en cada habitatge era de 2,65 i el nombre mitjà de persones que vivien en cada família era de 3,37.
Per edats la població es repartia de la següent manera: un 29,9% tenia menys de 18 anys, un 8,5% entre 18 i 24, un 30,3% entre 25 i 44, un 20,7% de 45 a 60 i un 10,6% 65 anys o més.
L'edat mediana era de 34 anys. Per cada 100 dones de 18 o més anys hi havia 100 homes.
La renda mediana per habitatge era de 32.054 $ i la renda mediana per família de 39.500 $. Els homes tenien una renda mediana de 26.528 $ mentre que les dones 18.250 $. La renda per capita de la població era de 14.935 $. Entorn del 9,8% de les famílies i el 12,5% de la població estaven per davall del llindar de pobresa.